# Lijst van voetbalinterlands Albanië - Ierland
Deze lijst van voetbalinterlands is een overzicht van alle officiële voetbalwedstrijden tussen de nationale teams van Albanië en Ierland. De landen hebben tot op heden vier keer tegen elkaar gespeeld. De eerste ontmoeting was in Dublin op 26 mei 1992. Het laatste duel vond plaats op 7 juni 2003 in Dublin.

## Wedstrijden
| № | Plaats | Datum        | Competitie           | Wedstrijd         | Uitslag |
| - | ------ | ------------ | -------------------- | ----------------- | ------- |
| 1 | Dublin | 26 mei 1992  | WK 1994 kwalificatie | Ierland - Albanië | 2 − 0   |
| 2 | Tirana | 26 mei 1993  | WK 1994 kwalificatie | Albanië - Ierland | 1 − 2   |
| 3 | Tirana | 2 april 2003 | EK 2004 kwalificatie | Albanië - Ierland | 0 − 0   |
| 4 | Dublin | 7 juni 2003  | EK 2004 kwalificatie | Ierland - Albanië | 2 − 0   |

## Samenvatting
| Competitie      | Totaal gespeeld | Winst Albanië | Gelijk | Winst Ierland | Doelsaldo Albanië – Ierland |
| --------------- | --------------- | ------------- | ------ | ------------- | --------------------------- |
| WK-kwalificatie | 2               | 0             | 0      | 2             | 1 − 4                       |
| EK-kwalificatie | 2               | 0             | 1      | 1             | 0 − 2                       |
| Totaal          | 4               | 0             | 1      | 3             | 1 − 6                       |

Wedstrijden bepaald door strafschoppen worden, in lijn met de FIFA, als een gelijkspel gerekend.